# Shashi Kapoor
Shashi Kapoor (nascido Balbir Raj Kapoor; 18 de março de 1938 — 4 de dezembro de 2017) foi um actor indiano, membro da importante família de Bollywood, Kapoor. É juntamente com Amitabh Bachchan, um dos maiores e mais conhecidos actores do cinema indiano.

## Filmografia seleccionada

### Actor
- Aag (1948) …. Jovem Kewal
- Awaara (1951) …. Jovem Raj
- Dharamputra (1961) …. Dilip Rai
- The Householder (1963) …. Prem
- Waqt (1965) …. Vijay Kumar
- Shakespeare Wallah (1965) …. Sanju
- Jab Jab Phool Khile (1965) … Rajkumar
- Aamne Samne… (1967)
- Pretty Polly (1967) …. Amaz
- Haseena Maan Jayegi (1968) … Rakesh/Kamal
- Kanyadan (1969)… Amar/Kumar
- Pyaar Ka Mausam (1969) …. Sunder
- Ek Shrimaan Ek Shrimati (1969) …. Preetam
- Bombay Talkie (1970) …. Vikram
- Sharmilee (1971) …. Ajit Kapoor
- Siddhartha (1972) …. Siddhartha
- Aa Gale Lag Jaa (1973) …. Prem
- Roti Kapda Aur Makaan (1974) …. Mohan Babu
- Chor Machaye Shor (1974) …. Vijay Sharma
- Deewar (1975) …. Ravi Verma
- Kabhi Kabhie (1976) …. Vijay Khanna
- Fakira (1976) ….Fakira
- Farishta ya Qatil (1977)…
- Immaan Dharam (1977) …. Mohan Kumar Saxena
- Trishul (1978) …. Shekhar Gupta
- Satyam Shivam Sundaram (1978) …. Ranjeev
- Junoon (1978) …. Javed Khan
- Suhaag (1979) …. Kishen Kapoor
- Kaala Patthar (1979) …. Ravi Malhotra
- Krodhi (1981) …..Sunny Gill
- Kalyug (1980) …. Karan Singh
- Do Aur Do Paanch (1980) …. Sunil/Laxshman
- Shaan (1980) …. Ravi Kumar
- Kranti (1981) …. Shakti
- Silsila (1981) …. Shekhar Malhotra
- Baseraa (1981) …. Balraj Kohli
- Vijeta (1982) …. Nihaal
- Namak Halaal (1982) …. Raja
- Sawaal (1982) …. Ravi
- Heat and Dust (1982) …. Nawab
- New Delhi Times (1986) …. Vikas Pande
- Ek Main Aur Ek Tu" (1986)….
- Iłżaam (1986) …. Ranjit Singh
- Sammy and Rosie Get Laid (1987) …. Rafi Rahman
- Pyaar Ki Jeet (1987) …. Dr Rehman
- Ijaazat (1987) …. Especial
- The Deceivers (1988) …. Chandra Singh
- Akayla (1991) …. Police Commissioner
- In Custody (1993) …. Nur
- Gulliver's Travels (1996) …. Raja
- Jinnah (1998) …. Narrador
- Side Streets (1998) …. Vikram Raj

### Produtor
- Junoon (1978)
- Kalyug (1980)
- 36 Chowringhee Lane (1981)
- Vijeta (1982)
- Utsav (1984)
- Ajooba (1991)
- Raman (1993)

### Realizador
- Manoranjan (1974) (assistente de direcção)
- Ajooba (1991)